# Волгский 1-й казачий полк

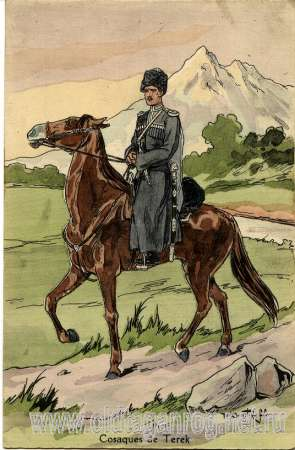
Терской казак. Открытка французского эмигрантского издания из серии Армия России (Терское казачье войско. 1-й Волгский полк).

1-й Волгский полк Терского казачьего войска, Волгский 1-й полк — казачья воинская часть (полк) Терского казачьего войска Русской армии Вооружённых сил Российской империи.

## Формирование полка
Полк ведёт своё происхождение от волгских казаков. 10 марта 1732 года поселённые на Царицынской сторожевой линии казаки были соединены под одним управлением и названы Волгскими казаками. 5 мая 1776 года последовал указ о включении Волгского войска в состав Астраханского казачьего войска и переселении его на Азово-Моздокскую линию, и образовании Волгского полка, из 4 500 Волгских казаков, поселённых от Моздока до реки Томузловки. В другом источнике указано что Волгский казачий полк терского казачьего войска был сформирован в 1777 году и в 1832 году вошёл вместе с другими полками в состав Кавказского линейного казачьего войска, а в 1860 году — в состав Терского войска. 11 апреля 1786 года, Волгское войско было отделено от Астраханского и вошло в состав поселённых на Кавказской линии казаков.
28 февраля 1792 года из волгских и донских казаков, державших кордоны на Кубани, был сформирован Кубанский полк поселённых на Кавказской линии казаков (впоследствии этот полк был включён в состав Кубанского казачьего войска).
26 февраля 1799 года оставшаяся часть Волгского казачьего войска была преобразована в Волгский полк. В 1820 году к Волгскому полку относились пять станиц, из которых только Екатериноградская находилась на границе кордонной линии, остальные были значительно удалены от неё — более 75 верст, как в случае со станицей Александровской при уездном городе Александрове. 
14 февраля 1845 года этот полк был разделён на два: 1-й и 2-й Волгские полки Кавказского линейного казачьего войска. Оба полка составили 6-ю бригаду этого войска, 20 марта 1858 года эта бригада получила № 7, а 4 марта 1861 года наименована 1-й (Волгской) бригадой Терского казачьего войска.
1 августа 1870 года бригада была вновь переформирована, составив один полк, названный Волгский полк Терского казачьего войска. 24 июня 1882 года полк был переформирован на три очереди, причём 2-й и 3-й Волгские казачьи полки были определены льготными и созывались только в случае начала войны.

## Список станиц полкового округа
Список станиц полкового округа:
- Александрийская,
- Георгиевская,
- Горячеводская,
- Ессентукская,
- Зольская,
- Кисловодская,
- Лысогорская,
- Марьинская,
- Незлобная,
- Новопавловская,
- Подгорная,
- Старопавловская,
- Урухская.

## Кампании полка
Начиная с конца XVIII века Волгский полк непрерывно находился на Кавказе и принимал участие во всех войнах и походах, случившихся там до конца XIX столетия. В Первую мировую войну Волгский полк был в составе 2-й Сводной казачьей дивизии 12-го армейского корпуса.
Отличился в Галицийской битве 1914 г. Подразделения полка в ходе конной атаки у Чулчице в ночь на 22 июля 1915 г. решили важную оперативную задачу.

## Знаки отличия
Знаки отличия формирования:
- Полковое Георгиевское знамя с надписью «За отлично-усердную службу и за отличие при покорении Восточного и Западного Кавказа»[4], пожалованное 20 июля 1865 года.
- Восемь серебряных Георгиевских труб с надписью «За отличие в сражении при Деве-Бойну[4] 23-го октября 1877 года», пожалованные 13 октября 1878 года.
- Знаки отличия на головные уборы, пожалованные 13 октября 1878 года, с надписями:
  - «За отличие 30-го августа 1855 года и в Турецкую войну 1877 и 1878 годов» в 1-й сотне[4].
  - «За отличие в Турецкую войну 1877 и 1878 годов», во 2-й, 3-й и 4-й сотнях[4].
- Белевая тесьма на воротнике и рукавах мундиров нижних чинов, пожалованная указом от 6 (19) декабря 1908 года «в награду за верную и ревностную службу, в ознаменование особого монаршего благоволения».

## Командиры полка
- хх.хх.1821 — хх.хх.1829 — капитан (с 1823 майор, с 1828 подполковник) Верзилин, Пётр Семёнович
- хх.08.1843 — хх.06.1844 — ротмистр Войцицкий, Адам Станиславович
- хх.06.1844 — 16.12.1845 — полковник Евдокимов, Николай Иванович
- хх.хх.хххх — 06.04.1859 — командующий войсковой старшина Красовский 5-й
- 06.04.1859 — после 25.06.1861 — командующий войсковой старшина Никитин
- до 25.07.1863 — 19.10.1868 — командующий войсковой старшина Малюга
- 19.10.1868 — 01.01.1871 — войсковой старшина князь Челокаев, Бедзина Отарович
- 24.03.1871 — 03.10.1877 — полковник фон Крузенштерн, Николай Карлович
- 17.04.1878 — 02.11.1892 — войсковой старшина (с 17.10.1879 подполковник, с 15.05.1883 полковник) князь Джамбакуриан-Орбелиани, Иван Макарович
- 24.11.1892 — 07.05.1897 — полковник Вырубов, Василий Алексеевич[8]
- 24.05.1897 — 02.05.1899 — полковник Ржевусский, Людомир Александрович
- 10.06.1899 — 26.11.1902 — полковник Калитин, Пётр Петрович
- 20.01.1903 — 30.05.1907 — полковник Стеценко, Дмитрий Васильевич
- 03.06.1907 — 11.12.1908 — полковник Штус, Альфред Карлович[9]
- 26.12.1908 — 02.01.1913 — полковник Котрохов, Алексей Александрович
- 11.01.1913 — 11.12.1914[10] — полковник Пацапай, Яков Федотович
- 28.12.1914 — 16.02.1916 — полковник Солнышкин, Михаил Ефимович
- 31.03.1916 — 28.05.1917 — полковник Туроверов, Александр Степанович
- 28.05.1917 — хх.хх.хххх — полковник Токарев, Пётр Кузьмич

### Командиры 2-го (льготного) Волгского полка
- 07.01.1877 — 17.04.1878 — войсковой старшина князь Джамбакуриан-Орбелиани, Иван Макарович
- 04.05.1878 — 06.10.1878 — ротмистр князь Голицын, Дмитрий Борисович
- 30.07.1914 — 12.12.1916 — полковник Скляров, Николай Васильевич